# Comaster
Comaster es un género de lirios de mar de la familia Comatulidae.

## Especies
El Registro Mundial de Especies Marinas acepta las siguientes especies en el género:
- Comaster audax. Rowe, Hoggett, Birtles & Vail, 1986
- Comaster multifidus. (Müller, 1841)
- Comaster nobilis. (Carpenter, 1884)
- Comaster schlegelii. (Carpenter, 1881)

## Morfología
De simetría pentarradial, su cuerpo está formado por un disco en forma de copa, compuesto de 2 o 3 anillos de placas. La placa centrodorsal es grande y gruesa. El ano se sitúa en el centro del disco, y la boca, en un lateral, tiene una serie de pínnulas alrededor, cuyos segmentos terminales están modificados formando un peine. Tienen entre 10 y 200 brazos, según la especie y la edad, siendo el género con mayor número de ellos dentro del orden Comatulida. También llamados rayos, los brazos están pinnulados en un mismo plano, lo que les da la apariencia de plumas, de ahí uno de los nombres comunes de los crinoideos en inglés: featherstar, o estrella de plumas. Los brazos se componen de una serie de osículos, o huesecillos, articulados, llamados braquiales, ligamentos, músculos, y en su interior cuentan con extensiones de los sistemas nervioso, vascular y reproductivo.
La primera serie de osículos, o primibraquial, nace de cada una de las cinco placas radiales de cada brazo, las segundas series nacen del último osículo de la primibraquial, del que parten dos series, o secundibraquial, y así consecutivamente.
En su parte aboral, o inferior, poseen unos apéndices alargados para anclarse al sustrato, denominados cirri. Suelen tener entre 13 y 40, que se componen de entre 14 y 18 segmentos.
Como la mayoría de los crinoideos, y muchos géneros del filo Echinodermata, poseen la capacidad de auto-amputarse un brazo, en situaciones de peligro para el animal. A esta facultad de algunos animales se le denomina autotomía, y, en el caso que nos ocupa, se combina con otra capacidad, la de regenerarlo por completo a continuación. Con frecuencia, en sustitución del brazo amputado, desarrollan dos nuevos brazos. Aparte de los brazos, también pueden regenerar los cirri, las pínnulas o el intestino.
Para desplazarse utilizan el movimiento sincronizado, y de forma alterna, de sus brazos; que oscilan verticalmente de abajo a arriba. Lo que supone un espectáculo visual para los humanos.
Sus colores pueden ser negro, amarillo, naranja, verde, blanco o marrón; en ocasiones con combinaciones de estos colores, mediante bandas concéntricas o las pínnulas en otro color.

## Hábitat y distribución
Se localizan entre 9 y 331 metros de profundidad, y en un rango de temperaturas entre 23.98 y 28.66 °C. Anclados a corales duros y laderas de arrecifes con corrientes. 
Se distribuyen en el océano Índico este, y en el Pacífico oeste, desde la India, golfo de Bengala hasta las Fiyi y desde Japón hasta Australia.

## Alimentación
Son filtradores, y se alimentan de zooplancton, como foraminíferos, pequeños crustáceos y moluscos, y fitoplancton.

## Reproducción
Son dioicos. La reproducción sexual se produce por fertilización externa. Las larvas evolucionan de una simetría bilateral a simetría pentarradial, y poseen un tallo, que pierden al madurar, convirtiéndose en animales de vida libre.

## Galería

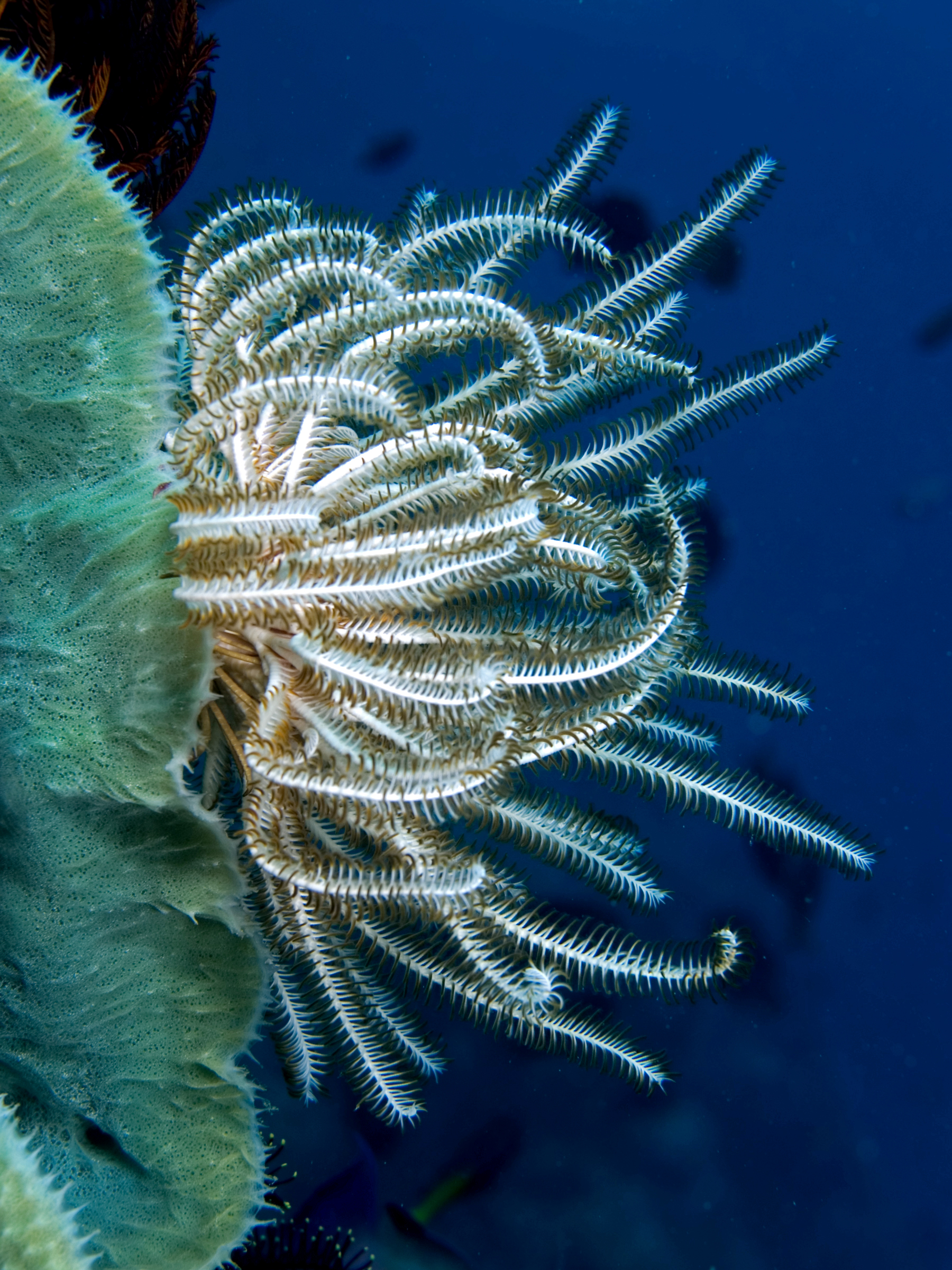
Comaster nobilis anclado con sus cirri a una Callyspongia sp
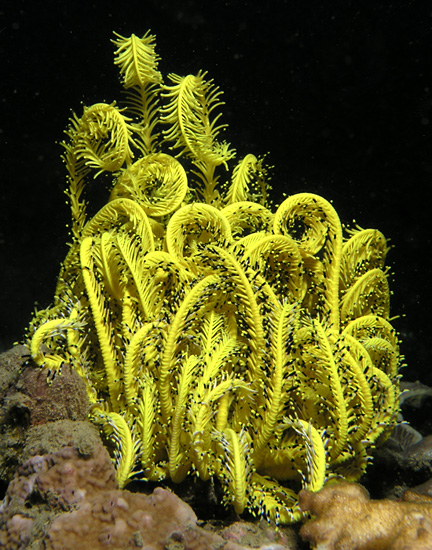
Comaster schlegelii
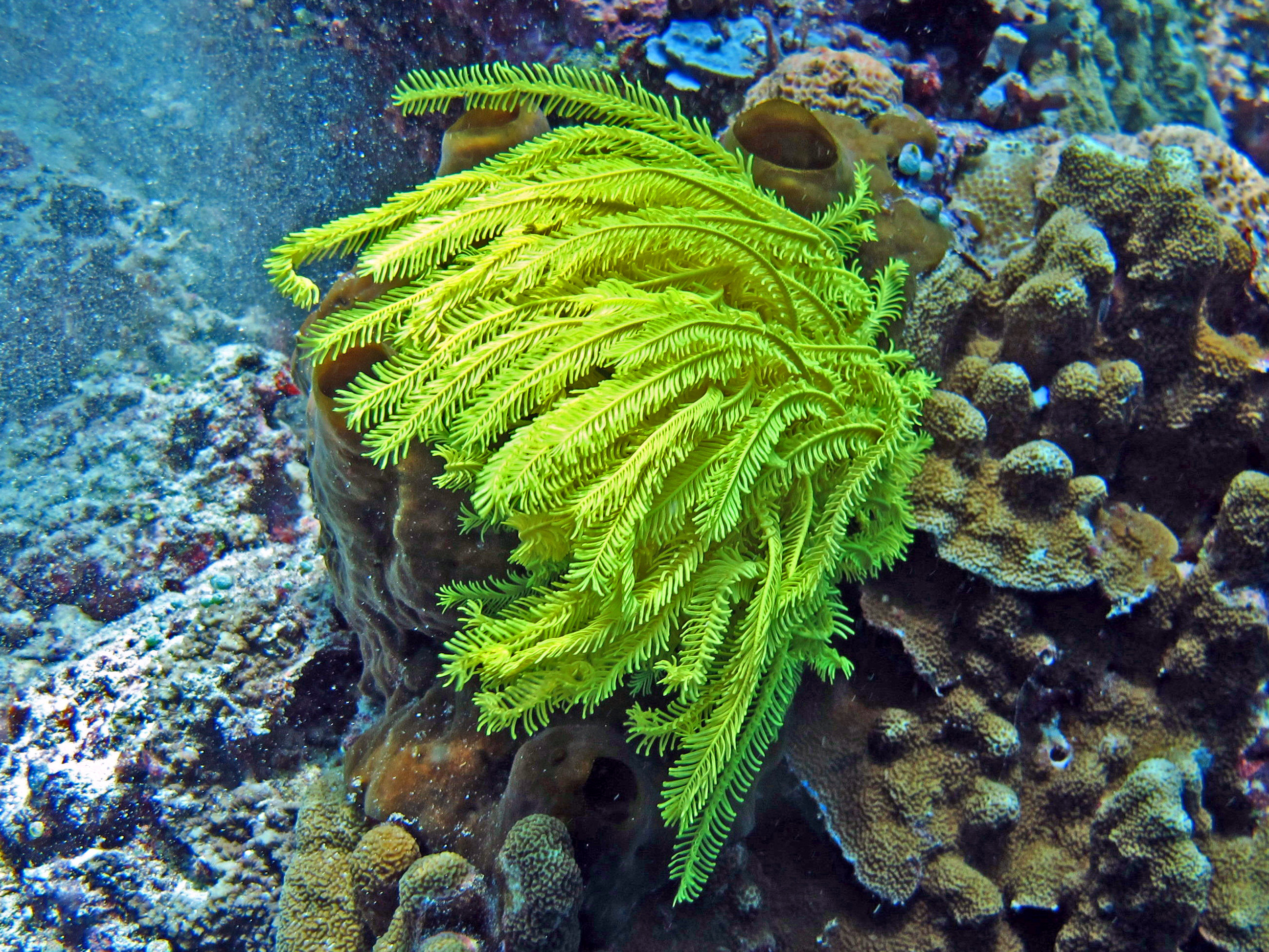
Comaster nobilis.
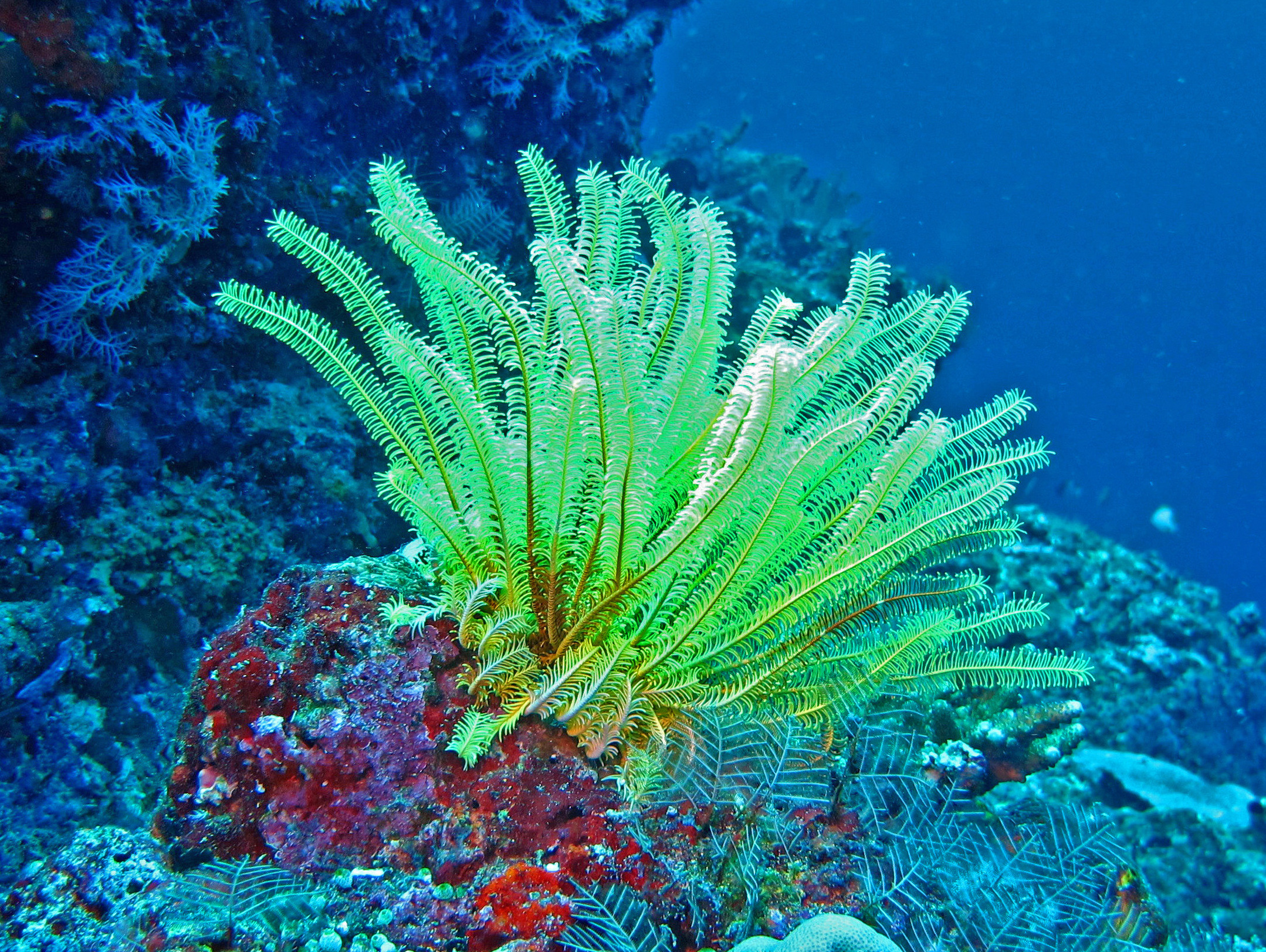
Comaster nobilis